# Bandžov
Bandžov este un sat din comuna Rožaje, Muntenegru. Conform datelor de la recensământul din 2003, localitatea are 164 de locuitori (la recensământul din 1991 erau 35 de locuitori).

## Demografie
În satul Bandžov locuiesc 102 persoane adulte, iar vârsta medie a populației este de 28,3 de ani (29,8 la bărbați și 27,2 la femei). În localitate sunt 29 de gospodării, iar numărul mediu de membri în gospodărie este de 5,66.
|  |

| Demografie | Demografie | Demografie |
| An         | Locuitori  | Locuitori  |
| ---------- | ---------- | ---------- |
|            |            |            |
|            |            |            |
|            |            |            |
|            |            |            |
| 1948       | 73         |            |
| 1953       | 78         |            |
| 1961       | 116        |            |
| 1971       | 129        |            |
| 1981       | 130        |            |
| 1991       | 35         | 35         |
| 2003       | 176        | 164        |

| \| Componența etnică conform recensământului din 2003[2] \| Componența etnică conform recensământului din 2003[2] \| Componența etnică conform recensământului din 2003[2] \| Componența etnică conform recensământului din 2003[2] \| Componența etnică conform recensământului din 2003[2] \| \| ----------------------------------------------------- \| ----------------------------------------------------- \| ----------------------------------------------------- \| ----------------------------------------------------- \| ----------------------------------------------------- \| \| \| \| \| \| \| \| Albanezi \| Albanezi \| \| 164 \| 100% \| \| necunoscută \| necunoscută \| \| 0 \| 0% \| |             |  |     |      |
| Componența etnică conform recensământului din 2003 |             |  |     |      |
| |             |  |     |      |
| Albanezi | Albanezi    |  | 164 | 100% |
| necunoscută | necunoscută |  | 0   | 0%   |